# Saropogon dissimulans
Saropogon dissimulans är en tvåvingeart som beskrevs av White 1918. Saropogon dissimulans ingår i släktet Saropogon och familjen rovflugor. Inga underarter finns listade i Catalogue of Life.